# Puchar Zdobywców Pucharów (1977/1978)
XVIII Puchar Europy Zdobywców Pucharów 1977/1978

(ang. European Cup Winners’ Cup)

## 1/32 finału
| Rangers – BSC Young Boys 1:0 i 2:2 1 17.08 1977 1:0 Greig 40 2 31.08 1977 1:0 Johnstone 42, 1:1 Jackson 48s, 1:2 Leuzinger 61, 2:2 Smith 72 |

## 1/16 finału
| Łokomotiw Sofia – RSC Anderlecht 1:6 i 0:2 1 13.09 1977 0:1 F. van der Elst 2, 0:2 F. van der Elst 6, 0:3 F. van der Elst 11k, 0:4 B.Nielsen 32, 1:4 Kolew 57, 1:5 F. van der Elst 60, 1:6 van Poucke 89 2 28.09 1977 0:1 F.van der Elst 41, 0:2 Bouvy 80                                                                        |
| Beşiktaş JK – Diósgyőri VTK 2:0 i 0:5 1 13.09 1977 1:0 Zeferiya 2, 2:0 Paunović 83 2 28.09 1977 0:1 Fükö 15, 0:2 Olan 34k, 0:3 Fekete 44, 0:4 Olan 67, 0:5 Fekete 85 |
| Real Betis – A.C. Milan 2:0 i 1:2 1 13.09 1977 1:0 Garcia Soriano 2, 2:0 Eulate 13 2 28.09 1977 0:1 Tosetto 34, 0:2 Capello 59, 1:2 López 62 |
| SK Brann – Íþróttabandalag Akraness 1:0 i 4:0 1 14.09 1977 1:0 Aase 37 2 28.09 1977 1:0 Aase 33, 2:0 Dahlhaug 75, 3:0 Dahlhaug 82, 4:0 Tronstad 88 |
| Cardiff City – Austria Wiedeń 0:0 i 0:1 1 14.09 1977 2 28.09 1977 0:1 Baumeister 52 |
| Coleraine F.C. – Lokomotive Lipsk 1:4 i 2:2 1 14.09 1977 0:1 Eichhorn 2, 0:2 Kühn 38, 0:3 Löwe 44, 1:3 Tweed 52, 1:4 Löwe 69 2 28.09 1977 0:1 Altmann 14, 0:2 Pritsche 34k, 1:2 Guy 39, 2:2 Guy 67 |
| Dundalk F.C. – Hajduk Split 1:0 i 0:4 1 14.09 1977 1:0 Flanagan 86 2 28.09 1977 0:1 Zl.Vujović 29, 0:2 McManus 54s, 0:3 Rukljač 80, 0:4 McConley 84s |
| Hamburger SV – Lahden Reipas 8:1 i 5:2 1 14.09 1977 1:0 Keller 6, 2:0 Volkert 19k, 3:0 Keller 34, 4:0 Keller 38, 5:0 Buljan 60, 6:0 Keller 73, 7:0 Steffenhagen 77, 8:0 Reimann 83, 8:1 Sandberg 88 2 28.09 1977 1:0 Volkert 45k, 2:0 Keegan 52, 2:1 Riutto 56, 3:1 Magath 69, 4:1 Keller 71, 4:2 Riutto 74, 5:2 Steffenhagen 88 |
| 1. FC Köln – FC Porto 2:2 i 0:1 1 14.09 1977 1:0 Löhr 5, 1:1 Gabriel 60, 2:1 Müller 65, 2:2 Octavio 69 2 28.09 1977 0:1 Murca 57 |
| FC Lokomotíva Košice – Östers IF 0:0 i 2:2 1 14.09 1977 2 28.09 1977 1:0 Jozsa 28, 1:1 Bild 52, 1:2 Evesson 60, 2:2 Dobrovic 63 |
| PAOK FC – Zagłębie Sosnowiec 2:0 i 2:0 1 14.09 1977 1:0 Pelios 25, 2:0 Anastasiadis 80 2 28.09 1977 1:0 Kermanidis 48, 2:0 Damanakis 70 |
| Progrès Niedercorn – Vejle BK 0:1 i 0:9 1 14.09 1977 0:1 Thychosen 70 (mecz w Differdange) 2 28.09 1977 0:1 Sørensen 15, 0:2 Østergaard 19, 0:3 Eg 20, 0:4 Nørregaard 59, 0:5 Nørregaard 64, 0:6 Jacquet 75, 0:7 Nørregaard 80, 0:8 Thychosen 80, 0:9 Østergaard 85                                                              |
| Rangers – FC Twente 0:0 i 0:3 1 14.09 1977 2 28.09 1977 0:1 Gritter 34, 0:2 A. Mühren 41, 0:3 van der Val 65 |
| AS Saint-Étienne – Manchester United 1:1 i 0:2 1 14.09 1977 0:1 Hill 78, 1:1 Sytiaeghel 80 2 05.10 1977 0:1 Pearson 32, 0:2 Coppell 65 (mecz w Plymouth) |
| Olympiakos Nikozja – CS Universitatea Craiova 1:6 i 0:2 1 15.09 1977 0:1 Balaci 12, 0:2 Cirtu 47, 0:3 Balaci 50, 0:4 Marcu 53, 0:5 Crisan 80, 1:5 Aristidou 83k, 1:6 Irimescu 85 2 28.09 1977 0:1 Marcu 15, 0:2 Cirtu 82 |
| Valletta FC – Dinamo Moskwa 0:2 i 0:5 1 17.09 1977 0:1 Kazaczenok 56, Maksimienkow 59 2 29.09 1977 0:1 Kolesow 7, 0:2 Jakubik 9, 0:3 Kolesow 10, 0:4 Kolesow 27, 0:5 Kazaczenok 49 |

## 1/8 finału
| Austria Wiedeń – FC Lokomotíva Košice 0:0 i 1:1 1 19.10 1977 2 02.11 1977 0:1 Farkas 51k, 1:1 Morales 69 |
| Diósgyőri VTK – Hajduk Split 2:1 i 1:2 (dog), karne 3:4 1 19.10 1977 0:1 Muzimić 21, 1:1 Tatar 56, 2:1 Varadi 64 2 02.11 1977 0:1 Zl.Vujović 16, 1:1 Tatar 81, 1:2 Rukljač 85k                                                     |
| Hamburger SV – RSC Anderlecht 1:2 i 1:1 1 19.10 1977 0:1 Coeck 22, 1:1 Keller 69, 1:2 Rensenbrink 88 2 02.11 1977 0:1 F.van der Elst 11, 1:1 Keegan 41                                                                             |
| Lokomotive Lipsk – Real Betis 1:1 i 1:2 1 19.10 1977 0:1 López 15, 1:1 Gröbner 20 2 02.11 1977 0:1 Garcia Soriano 37, 1:1 Liebers 62, 1:2 Garcia Soriano 75                                                                        |
| Dinamo Moskwa – CS Universitatea Craiova 2:0 i 0:2 (dog), karne 3:0 1 19.10 1977 1:0 Kazaczenok 23, 2:0 Minajew 39 2 02.11 1977 0:1 Cirtu 21, 0:2 Beldeanu 29                                                                      |
| FC Twente – SK Brann 2:0 i 2:1 1 19.10 1977 1:0 Gritter 42, 2:0 Gritter 54 2 02.11 1977 0:1 Trondstad 18, 1:1 Gritter 55, 2:1 Thoresen 86                                                                                          |
| Vejle BK – PAOK FC 3:0 i 1:2 1 19.10 1977 1:0 Eg 12, 2:0 Jacquet 70, 3:0 Østergaard 83 2 02.11 1977 0:1 Orphanos 22, 1:1 Jacquet 74, 1:2 Kermanidis 89                                                                             |
| FC Porto – Manchester United 4:0 i 2:5 1 19.10 1977 1:0 Duda 8, 2:0 Duda 24, 3:0 Duda 54, 4:0 Oliveira 60 2 02.11 1977 0:1 Coppell 8, 1:1 Seninho 29, 1:2 Murca 39s, 1:3 Nicholl 44, 1:4 Coppell 65, 2:4 Seninho 85, 2:5 Murca 90s |

## 1/4 finału
| Vejle BK – FC Twente 0:3 i 0:4 1 01.03 1978 0:1 A.Mühren 26, 0:2 Gritter 78, 0:3 Thijssen 85 2 15.03 1978 0:1 Thijssen 6, 0:2 Overweg 15, 0:3 Gritter 20, 0:4 van der Val 88                    |
| Austria Wiedeń – Hajduk Split 1:1 i 1:1 (dog), karne 3:0 1 02.03 1978 1:0 Parits 61, 1:1 Surjak 6 2 15.03 1978 0:1 Čop 21, 1:1 Daxbacher 56                                                     |
| Real Betis – Dinamo Moskwa 0:0 i 0:3 1 02.03 1978 2 15.03 1978 0:1 Gerszkowicz 57, 0:2 Kazaczenok 61, 0:3 Maksimienkow 82 (mecz w Tbilisi)                                                      |
| FC Porto – RSC Anderlecht 1:0 i 0:3 1 01.03 1978 mecz przerwany w 45 minucie z powodu deszczu 1 02.03 1978 1:0 Gomes 37 2 15.03 1978 0:1 Rensenbrink 25 k, 0:2 B.Nielsen 33, 0:3 Vercauteren 83 |

## 1/2 finału
| Dinamo Moskwa – Austria Wiedeń 2:1 i 1:2 (dog), karne 4:5 1 29.03 1978 0:1 Baumeister 25, 1:1 Czereteli 84, 2:1 Gerszkowicz 85 2 12.04 1978 0:1 Pirkner 49k, 0:2 Morales 56, 1:2 Jakubik 90 |
| FC Twente – RSC Anderlecht 0:1 i 0:2 1 29.03 1978 0:1 B.Nielsen 52 2 12.04 1978 0:1 Haan 30, 0:2 Rensenbrink 52k                                                                            |

## Finał
| 3 maja 1978 Paryż Parc des Princes (48 769) RSC Anderlecht – Austria Wiedeń 4:0 (3:0) Sędzia: Heinz Aldinger (Niemcy) Bramki: 1:0 Rob Rensenbrink 13, 2:0 Rob Rensenbrink 41, 3:0 Gilbert van Binst 45, 4:0 Gilbert van Binst 80 Żółte kartki: Jean Thissen / Josef Sara Royal Sporting Club Anderlecht (trener Raymond Goethals): Nico De Bree – Gilbert van Binst, Jean Thissen, Johnny Dusbaba, Hugo Broos, Franky van der Elst, Arie Haan, Benny Nielsen, Ludo Coeck, Frank Vercauteren (87 Jean Dockx), Rob Rensenbrink (kapitan) Fussball Klub Austria (trener Hermann Stessl): Hubert Baumgartner – Robert Sara (kapitan), Josef Sara, Erich Obermayer, Ernst Baumeister, Herbert Prohaska, Karl Daxbacher (60 Alberto Martinez), Felix Gasselich, Julio Cesar Morales (74 Friedrich Drazen), Hans Pirkner, Thomas Parits |